# Кабиргинський сільський округ
Кабирги́нський сільський округ (каз. Қабырға ауылдық округі, рос. Кабыргинский сельский округ) — адміністративна одиниця у складі Амангельдинського району Костанайської області Казахстану. Адміністративний центр — село Кабирга.
Населення — 273 особи (2021; 358 у 2009, 646 у 1999, 1375 у 1989).
Станом на 1989 рік існувала Саритальська сільська рада (села Алаколь, Бестам, Кабирга, Кемер). Село Бестам ліквідовано 2009 року, село Алаколь — 2013 року.

## Склад
До складу округу входять такі населені пункти:
| Населений пункт | Старі назви | Населення, осіб (1989) | Населення, осіб (1999) | Населення, осіб (2009) | Населення, осіб (1999) |
| --------------- | ----------- | ---------------------- | ---------------------- | ---------------------- | ---------------------- |
| Алаколь, село   | -           | 128                    | 56                     | 24                     | -                      |
| Бестам, село    | -           | 115                    | 58                     | -                      | -                      |
| Жанатай, село   | Кемер       | 203                    | 113                    | 104                    | 52                     |
| Кабирга, село   | -           | 929                    | 419                    | 230                    | 221                    |